# Municipio de Hill (condado de Pulaski)
El municipio de Hill (en inglés: Hill Township) es un municipio ubicado en el condado de Pulaski en el estado estadounidense de Arkansas. En el año 2010 tenía una población de 162764 habitantes y una densidad poblacional de 168,25 personas por km².

## Geografía
El municipio de Hill se encuentra ubicado en las coordenadas 34°48′12″N 92°11′32″O / 34.80333, -92.19222. Según la Oficina del Censo de los Estados Unidos, el municipio tiene una superficie total de 967.37 km², de la cual 921.38 km² corresponden a tierra firme y (4.75%) 45.98 km² es agua.

## Demografía
Según el censo de 2010, había 162764 personas residiendo en el municipio de Hill. La densidad de población era de 168,25 hab./km². De los 162764 habitantes, el municipio de Hill estaba compuesto por el 65.27% blancos, el 28.32% eran afroamericanos, el 0.46% eran amerindios, el 1.34% eran asiáticos, el 0.07% eran isleños del Pacífico, el 2.11% eran de otras razas y el 2.45% pertenecían a dos o más razas. Del total de la población el 4.89% eran hispanos o latinos de cualquier raza.